# Mälzenbräuer
Mälzenbräuer waren Königsberger Großbürger, in deren Häusern Bier gebraut werden durfte.

## Hintergrund
Wer in Königsberg i. Pr. ein Haus mit Braugerechtigkeit besaß oder gemietet hatte, kam im Allgemeinen zu großem Wohlstand. Diese Mälzenbräuer brauten nicht selbst, sondern überließen es Brauern und Mälzern, einer eigenen Zunft. Die meisten Mälzenbrauer wohnten im Löbenicht. In diesem (eher proletarischen) Stadtteil Königsbergs führten sie ein sehr angenehmes Leben. In gebildeten Kreisen meinte man, dass nur Soldaten oder Mönche ein vergleichbares Leben führen konnten:

„Aut miles, aut monachus, aut Mälzenbräuer im Löbenicht.“

Die Redensart war eine Abwandlung der Maxime von Ladislaus von Neapel und Cesare Borgia: „Aut Caesar aut nihil.“ („Entweder Caesar oder nichts“).